# Callinico V di Costantinopoli
Callinico V (in greco Καλλίνικος Ε΄; XVIII secolo – XIX secolo) è stato un arcivescovo ortodosso greco con cittadinanza ottomana, che ha ricoperto la carica di Patriarca ecumenico di Costantinopoli due volte: tra il 1801 e il 1806 e tra il 1808 e il 1809.

## Carriera ecclesiastica
Prima di ascendere al trono patriarcale nel 1801, Callinico era stato metropolita di Adrianopoli (Edirne) tra il 1780 e il 1792 e di Nicea (İznik)  tra il 1792 e il 1801.
Nel settembre 1806, Callinico V rassegnò le dimissioni a favore di Gregorio V, che fu accolto con grande gioia a Costantinopoli. Riuscì a conservare il suo incarico anche durante il violento colpo di stato perpetrato da Mustafá IV nel 1807, ma non quello di Mahmud II nel 1808, il cui visir lo sostituì per decreto con il suo predecessore Callinico V.
Il modo in cui divenne patriarca per la seconda volta provocò grande risentimento tra i vescovi, i quali credevano che il loro diritto di eleggere il patriarca fosse stato violato. Per questo motivo, si diedero da fare per deporlo. L'occasione arrivò poco dopo la morte violenta di Mustafá Bayrakdar (Alemdar Mustafa Pasha) nel novembre 1808. Il 23 aprile 1809, il Sinodo decise di rimuovere Callinico "a causa della vecchiaia e delle malattie frequenti" . Callinico si ritirò in un monastero dove probabilmente morì.